# 루키우스 아우렐리우스 콤모두스 폼페이아누스
루키우스 아우렐리우스 콤모두스 폼페이아누스 (Lucius Aurelius Commodus Pompeianus, 177년경 – 211/212년)는 3세기 초에 활동했던 로마의 원로원 의원이다. 그는 마르쿠스 아우렐리우스의 딸인 루킬라와 그녀의 재혼한 남편이자 콤모두스 황제 및 페르티낙스 황제 시기 정치적으로 활동했던 장군인 티베리우스 클라우디우스 폼페이아누스 사이에서 태어난 아들이었다.
폼페이아누스에 대해서는 거의 알려진 것이 없다. Oates는 이에 대해서, "그는 위대한 '아욱토리타스'를 띠는 강력한 이름을 지녔으나, 그가 그런 능력 (capax imperii)을 가졌는 알지 못한다."라고 했다. 그는 미네르비아 제1군단에서 트리부누스 밀리툼으로 복무하는 기간 루그두눔에서 한 재단을 셉티미우스 세베루스와 그의 가족의 안녕을 위해 헌정하였는데, 이는 그의 해당 직책 임이 세베루스 통치 초반, 즉 190년대로 거슬러 올라감을 의미한다. 209년, 그는 집정관에 올랐다. 폼페아이아누스가 최소 연령 때 (suo anno) 집정관이 된 것이었다면, John Oates가 제시한 것처럼, 그는 177년에 태어났을 것이고, 그가 다섯 살 때 그의 어머니 루킬라가 동생인 콤모두스를 암살하려는 시도를 하다가 실패하고 처형되었을 것이다.  John Oates는 그와 그의 아버지 티베리우스는 콤모두스가 황제 자리에 오른, 180년에 교외 지역으로 들어가 살았을 것이라는 의견을 밝혔다.
211/212년에, 그는 카라칼라의 형제인 게타에 대한 살해가 벌어지고 나서 카라칼라에 의해 처형되고 만다. H.-G. 플라움은 카라칼라가 살인을 산적들의 소행처럼 보이도록 꾸미는 예방책을 취했다고 언급했다.
루키우스 티베리우스 클라우디우스 폼페이아누스 (231년 직권 직접관)와 클로디우스 폼페이아누스 (241년 직권 집정관)는 그의 아들일 가능성이 있다.

## 참고 문헌
- Mennen, Inge, Power and Status in the Roman Empire, AD 193-284 (2011)

| 공직                                                                                            | 공직                                                                           | 공직                                                                    |
| ----------------------------------------------------------------------------------------------- | ------------------------------------------------------------------------------ | ----------------------------------------------------------------------- |
| 이전 마르쿠스 아우렐리우스 안토니누스 아우구스투스 3선, 푸블리우스 셉티미우스 게타 카이사르 2선 | 로마 제국의 집정관 209년 with 퀸투스 헤디우스 롤리아누스 플라우티우스 아비투스 | 이후 마니우스 아킬리우스 파우스티누스, , 아울루스 트리아리우스 루피누스 |